# Harold Jeffreys
Harold Jeffreys FRS (Tyne and Wear, Condado de Durham, 22 de abril de 1891 — Cambridge, 18 de março de 1989) foi um matemático, estatístico, geofísico e astrônomo britânico.

## Carreira
Na matemática,  destacou-se pelos seus estudos em  cálculo operacional e  teoria das probabilidades; na geofísica,  sobre terremotos, monções, núcleo da terra e efeitos da radioatividade sobre o clima; e  na astronomia, destacou-se pelos seus estudos sobre o sistema solar, em particular sobre a temperatura e a estrutura planetária de Júpiter, Saturno, Urano e Netuno.
Foi professor de astronomia na Universidade de Cambridge de 1945 a 1958, quando se aposentou.

## Prémios e honrarias
Prémios
- 1926 - Prémio Adams
- 1929 - Prémio Buchan
- 1937 - Medalha de Ouro da Royal Astronomical Society[3]
- 1939 - Medalha Murchison[4]
- 1941 - Medalha Vitória
- 1948 - Prémio Charles Lagrange
- 1948 - Medalha Real[5]
- 1960 - Medalha Copley[6]
- 1952 - Medalha William Bowie[7]
- 1962 - Medalha Guy de Ouro[8]
- 1962 - Prémio Vetlesen[9]
- 1964 - Medalha Wollaston[10]

Honrarias
- 1953 - Foi eleito membro da Royal Society em 1948 e cavaleiro em 1953.

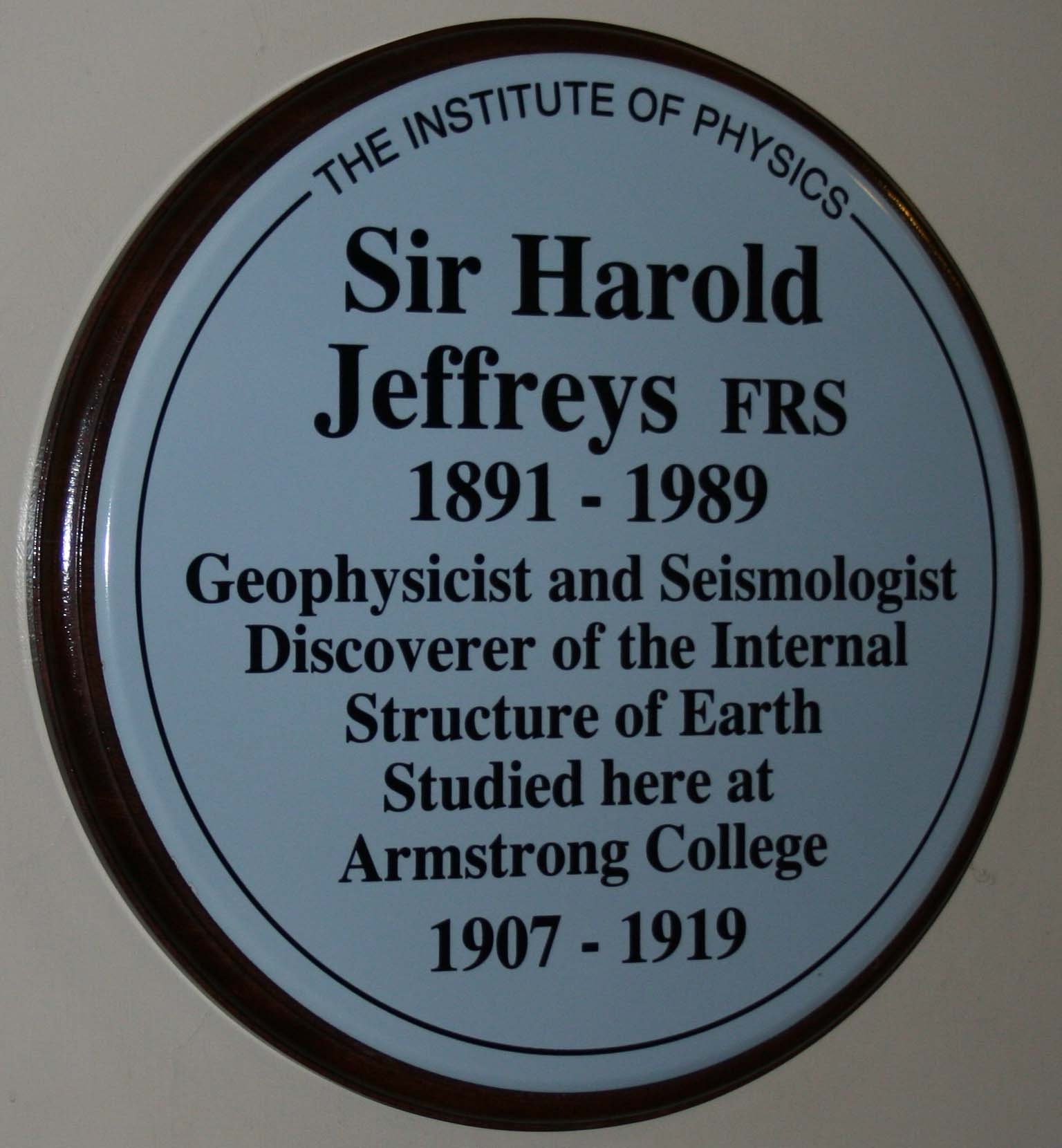
Placa na Universidade de Newcastle

## Obras
- 1924: The Earth, Its Origin, History and Physical Constitution, Cambridge University Press; 5ª ed. 1970; 6ª ed. 1976
- 1927: Operational Methods in Mathematical Physics, Cambridge University Press via Internet Archive, Review:[11]
- 1929: The Future of the Earth, Norton & Company
- 1931: Scientific Inference, Macmillan Publishers; 2ª ed.. 1937;[12] 3ª ed. 1973
- 1931: Cartesian Tensors. Cambridge University Press;[13] 2ª ed. 1961
- 1934: Ocean Waves and Kindred Geophysical Phenomena, com Vaughan Cornish, Cambridge University Press
- 1935: Earthquakes and Mountains, Methuen Publishing; 2ª ed. 1950
- 1939: Theory of Probability,[14] Clarendon Press, Oxford; 2ª ed. 1948; 3rd edn. 1961
- 1946: Methods of Mathematical Physics, with Bertha S. Jeffreys. Cambridge University Press;[15] 2ª ed. 1950; 3ª ed. 1956; corrigida 3ª ed. 1966
- 1962: Asymptotic Approximations, Clarendon Press, Oxford
- 1963: Nutation and Forced Motion of the Earth's Pole from the Data of Latitude Observations, Macmillan
- 1971–77: Collected Papers of Sir Harold Jeffreys on Geophysics and Other Sciences, Gordon and Breach